# Barbosa (Araci)
Barbosa é um dos 52 povoados integrantes do município brasileiro de Araci, estado da Bahia. Localiza-se a 34.7 km da sede do município (trajeto mais rápido) e a cerca de 256 km da capital Salvador (considerando o trajeto mais curto). Conta com uma população de aproximadamente 800 habitantes.

## Infraestrutura
Barbosa é um povoado araciense que, assim como a maioria dos povoados do município, apesar de denominado "povoado" foge do modelo sugerido para o termo, já que Barbosa dispõe de organizado modelo urbano, isto porque conta com alguns quarteirões, separados por vias públicas, conta com praças públicas, 
duas unidades escolares públicas  municipal, a Escola Vasco da Gama, para o ensino fundamental e a Escola Catarino Nunes da Silva para infantil ao fundamental.
Conta com rede pública de energia elétrica e de sistema público de fornecimento de água encanada. Alguns trechos ou partes do povoado dispõe de pavimentação com pedras em paralelipípedo.

### Saúde
Barbosa conta um uma Unidade de Saúde da Família (PSF). Unidade de saúde com satisfatória estrutura funcional.

### Educação
No povoado está situado as escola: municipal Martim Pereira da Silva e; Escola Vasco da Gama.

#### Escola Vasco da Gama
Esta unidade escolar é uma escola a nível do ensino fundamental, conta com 8 funcionários e dispõe de condição estrutural satisfatória para o padrão local.
Infraestrutura escolar
- Alimentação escolar para os alunos
- Água filtrada
- Energia da rede pública
- Fossa Lixo destinado à coleta periódica
- Lixo destinado à queima
- Acesso à Internet

Equipamentos
- Aparelho de TV
- Aparelho de DVD
- Aparelho de som
- Câmera fotográfica/filmadora
- Projetor multimídia (datashow)

Estrutura física
- Banheiro fora do prédio
- Sala de secretaria
- Oito funcionários
- cinco salas de aulas

#### Escola Catarino Nunes da Silva
Esta unidade escolar é uma escola a nível do ensino infantil e fundamental, conta com 22 funcionários e dispõe de condição estrutural satisfatória para o padrão local.
Infraestrutura escolar
- Alimentação escolar para os alunos
- Água filtrada
- Água da rede pública
- Energia da rede pública
- Fossa Lixo destinado à coleta periódica
- Lixo destinado à queima
- Acesso à Internet

Equipamentos
- Aparelho de Retroprojetor
- Aparelho de TV
- Aparelho de DVD
- Aparelho de som
- Câmera fotográfica/filmadora
- Impressora
- Projetor multimídia (datashow)

Estrutura física
- Oito salas de aulas utilizadas
- 22 funcionários
- Sala de diretoria
- Sala de professores
- Laboratório de informática
- Quadra de esportes coberta
- Cozinha
- Biblioteca
- Banheiro dentro do prédio
- Banheiro adequado à educação infantil
- Sala de secretaria
- Banheiro com chuveiro
- Despensa
- Almoxarifado
- Pátio coberto

### Criminalidade e segurança pública
No modelo que ocorre nos demais povoados e distritos araciense a Segurança Pública é ostensiva e é feita pela Secretaria de Segurança Pública da Sede Araci, por meio das forças combinadas da polícia militar, da polícia civil e pela guarda civil municipal.

### Serviços e comunicação
O abastecimento de água do povoado Barbosa é feito pela concessionária de serviços de saneamento básico EMBASA - Empresa Baiana de Águas e Saneamento S.A., assim como ocorrer em todo o município araciense, sendo esta uma estatal pertencente ao governo do estado da baiano..
Na área energética a responsável pelo fornecimento é a Companhia de Eletricidade do Estado da Bahia, sendo esta uma empresa privada, de participação interna e externa, portanto de capital misto, atende a cidade de Araci e todos os seus distritos e povoados, no modelo que ocorre nos 414 municípios baianos dos 417 existentes.
O serviço de telefonia fixa é atualmente operado pela Telemar, também conhecida por pelo nome Oi (seu nome de mercado ou nome fantasia).